# Gnadenkapelle Heiligenpesch

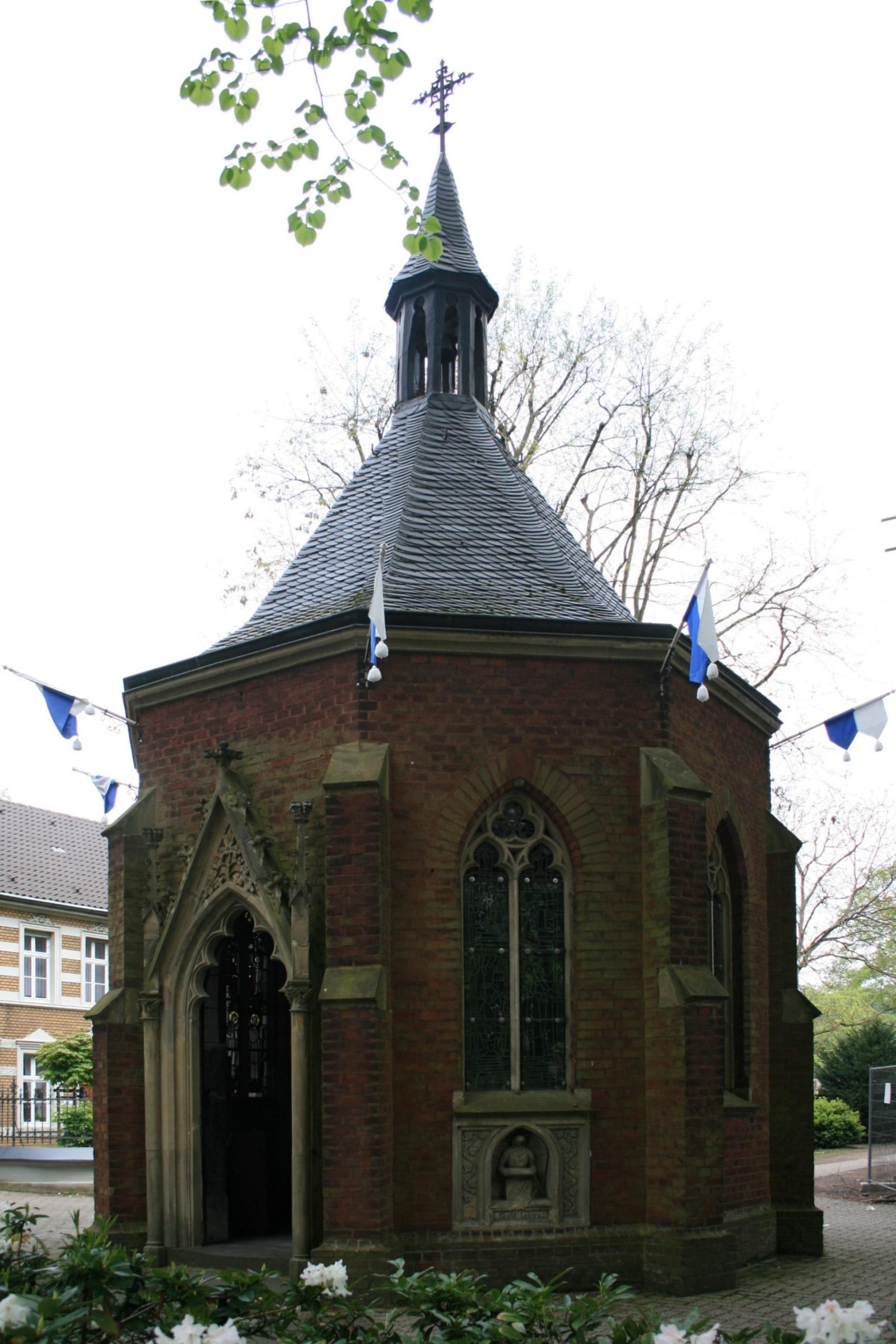
Die Gnadenkapelle (2010)

Die Gnadenkapelle Heiligenpesch steht im Stadtteil Hehn in Mönchengladbach (Nordrhein-Westfalen), Heiligenpesch 81 a.
Das Gebäude wurde 1870/71 erbaut. Es wurde unter Nr. H 034 am 2. Juni 1987 in die Denkmalliste der Stadt Mönchengladbach eingetragen.

## Architektur
Die Gnadenkapelle ersetzt eine ältere Fachwerkkapelle von 1765 am „hl. Pesch“, seit dem 16. Jahrhundert Wallfahrtsort.
Die heutige Kapelle stammt aus den Jahren 1870/71 und steht in ihrem ursprünglichen baulichen Zusammenhang mit der Pfarrkirche Mariä Heimsuchung (1851/51) und einer ehemaligen Krankenstation (Übernahme 1868) auf der gegenüberliegenden Seite der Straße Heiligenpesch.
Die freistehende Backsteinkapelle kopiert die Friedhofskapelle von Waldniel und wurde von einem Baukomitee, also ohne Architekt errichtet. Die gleichseitige achteckige Kapelle ist ganz von einem Mauersockel umgeben. Die zur Straße liegende Seite ist als Eingangsseite ausgezeichnet. Das Schieferdach ist achtfach gebrochen und läuft in einem mittig angebrachten Dachreiter zusammen. Dieser hat ein Glöckchen und trägt ein Kreuz. Das Innere schließt mit einem Kreuzrippengewölbe.
Der ausgewogene Bau ist aus bauhistorischen wie als alter Wallfahrtsort aus religionshistorischen Gründen schützenswert.